# هندسة كيميائية حيوية

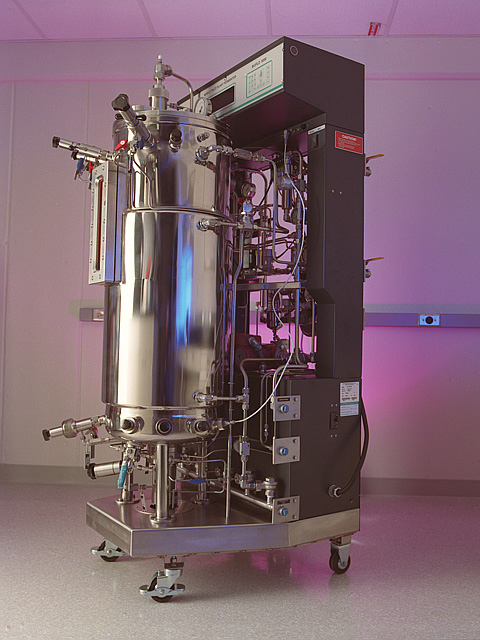

هندسة الكيمياء الحيوية (بالإنجليزية: biochemical engineering) هي فرع من فروع هندسة كيميائية أو هندسة حيوية التي تتعامل مع بناء وتصميم وحدات معالجة تشمل الجسيمات والأحياء الدقيقة، مثل البكتريا. يتم تدريس الهندسة الحيوية عادة كخيار إضافي لطلاب الهندسة الكيميائية والهندسة الحيوية نظرا لأوجه التشابه في خلفية المناهج الجامعية لطلاب التخصصين، وتدخل تطبيقات الهندسة الحيوية الكيميائية في إنتاج المواد الغذائية والأعلاف والأدوية ،التقنية الحيوية ،وصناعات معالجة المياه.
و تُدَّرس الهندسة الكيميائية الإحيائية في جامعة بغداد كلية الهندسة الخوارزمي كقسم مستقل عن الهندسة الكيميائية حيثُ يُعد هذا القسم من أكثر الأقسام الهندسية تخصصاً وتميزاً في العراق.